# Amt Neustadt an der Dosse

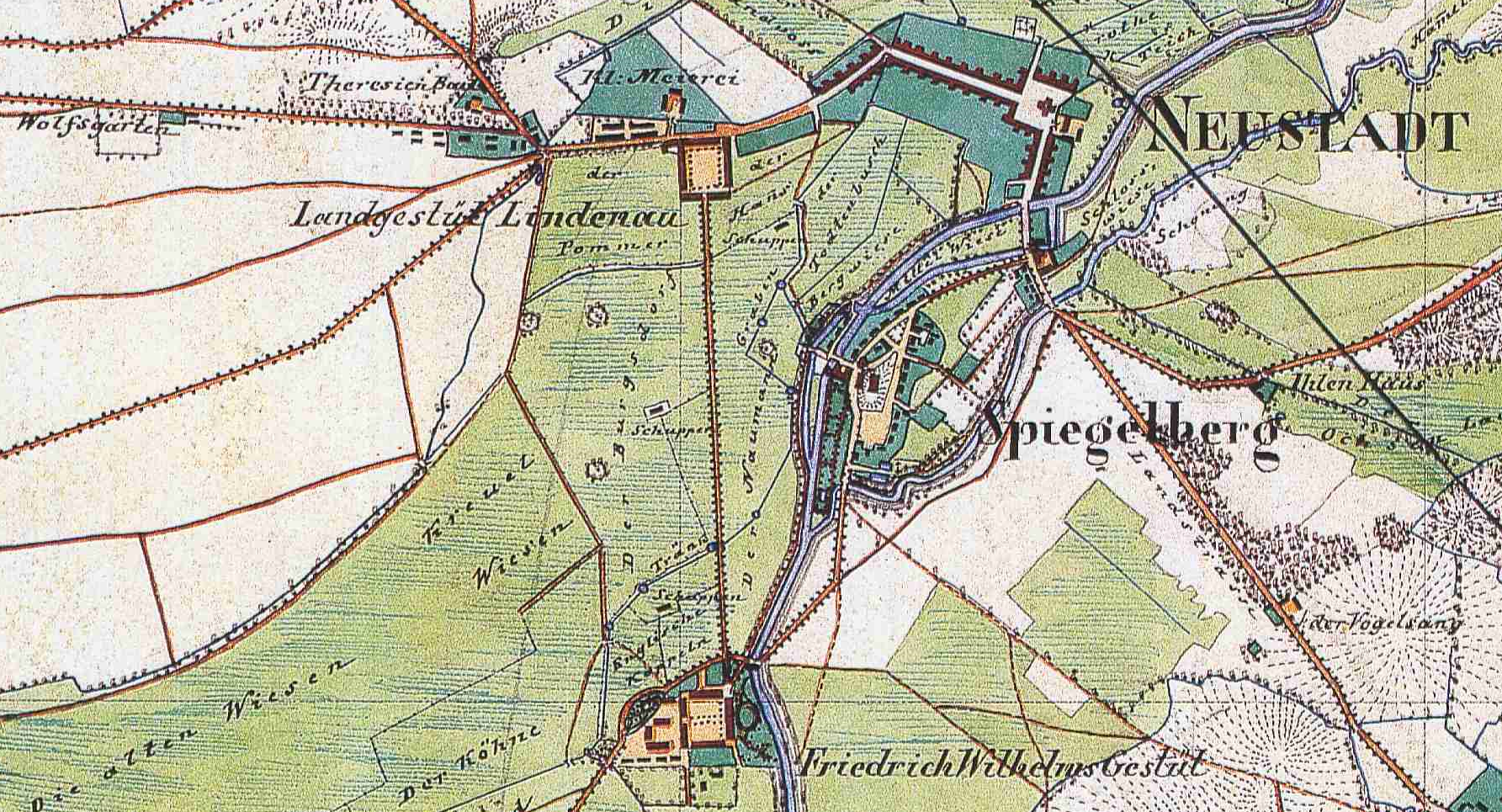
Neustadt (Dosse) auf dem Urmesstischblatt 3140 Neustadt (Dosse)

Das Amt Neustadt an der Dosse, auch Amt Neustadt a. D., Amt Neustadt a. d. D. zu Dreetz oder Amt Neustadt/Dosse genannt, war ein kurfürstlich-brandenburgisches, später königlich-preußisches Domänenamt im heutigen Landkreis Ostprignitz-Ruppin (Brandenburg), ursprünglich mit Sitz in Neustadt (Dosse). 1774 wurde der Amtssitz nach Dreetz verlegt. 1872/4 wurde das Amt Neustadt an der Dosse aufgelöst.

## Geschichte
Die kleine Herrschaft Neustadt an der Dosse wurde noch 1375 zur Prignitz gerechnet. Sie war damals im Besitz des Lippold von Bredow, der sie vom brandenburgischen Markgrafen zu Lehen hatte. Um 1407 wurden die Grafen von Lindow und Herren von Ruppin Lehensherrn der Herrschaft. Sie blieb jedoch im Besitz des Mathias von Bredow, dem Sohn des Lippold von Bredow. Mathias von Bredow d. Ä. war mit Anna von Quitzow verheiratet. 1420 war sie im Pfandbesitz der von Quitzow, und 1524 war sie zu drei Vierteln im Pfandbesitz des Mathias von Bredow d. Jü., dem Enkel des obigen Mathias d. Ä. von Bredow. Ein Viertel von Neustadt hatte schon vor 1491 Claus von Rohr erhalten. 1524 hatte dessen Sohn Baltzer von Rohr auf Netzeband dieses Viertel inne. Mit dem Aussterben der Grafen von Lindow-Ruppin im Mannesstamm fiel die Herrschaft Ruppin an den brandenburgischen Markgrafen und Kurfürsten Joachim I. Neustadt und sein Zubehör wurde ein landesherrliches Amt. Es blieb aber zunächst im Pfandbesitz des Achim von Bredow (drei Viertel) und des Baltzer von Rohr (ein Viertel). Die drei Viertel, die an Achim von Bredow verpfändet waren, löste der Kurfürst bald nach 1524 ein. 1527 erneuerte Kurfürst Joachim I. den Lehenbrief für Baltzer von Rohr über das eine Viertel des Amtes Neustadt. 1541 erwarb Kurfürst Joachim II. dieses Viertel im Tausch gegen die halbe wüste Feldmark Tramnitz, Hebungen im Dorf Katerbow und das Recht die Mühle in Katerbow wieder aufzubauen sowie den Mühlen in Schrei (Schreimühle) an der Temnitz zwischen Kantow und Gottberg und Stolpe und anderen Hebungen. Allerdings folgen nun weitere Verpfändungen, nun des gesamten Amtes. So kam das Amt Neustadt zunächst an Christoph von Münchhausen, dann an Matthias von Oppen, dann an dessen Sohn Christoph von Oppen und 1541 an Curd von Rohr, Landeshauptmann von Ruppin. 1549 folgten dann Verpfändungen an Matthias von Saldern und danach an Hans (oder Franz?) von Sparr. 1568 verpfändete der Kurfürst das Amt Neustadt für 10.600 Taler an Reimar von Winterfeld; diese Verpfändung wurde 1571 von Kurfürst Johann Georg bestätigt. Reimar von Winterfeld wurde um 1520 als Sohn des Joachim von Winterfeld und der Catharina von Möllendorf auf Dalmin geboren. Er war Kriegs-Oberster in vielen Feldzügen, Herzoglich-mecklenburgischer Obermarschall und Kurbrandenburgisches Rat. Er heiratete erst nach 1568 Anna von Hacke, Tochter des Wichmann von Hacke auf Berge im Glien, Paaren und Uetz, und der Elisa von Trott aus dem Hause Badingen. Sie hatten die Kinder Wichmann, Werner, Samuel, Reimar Ernst, Hans George, Christoph Ludwig und Margaretha. 1584 lieh Reimar von Winterfeld dem Kurfürsten weitere 20.000 Taler, insgesamt mit der schon bezahlten Pfandsumme 30.700 Taler, und erreichte so die erbliche Belehnung mit dem Amt Neustadt. Das Amt Neustadt schied nun aus dem landesherrlichen Domainenbesitz aus. Bei der Musterung der Ritterschaft des Landes Ruppin 1588 erschien Reimar von Winterfeld mit vier gerüsteten Pferden. 1596 starb er in Neustadt. 1597 erhielt sein ältester Sohn Wichmann, auch für seine unmündigen Brüder die Lehne für die Herrschaft Neustadt. 1604 heiratete Elisabeth Christiane von Canitz, Tochter des Christoph Friedrich von Canitz aus Dallwitz und der Lucretia von Hatzfeld aus der freien Reichsherrschaft Wildenburg. Nach 1608 wurde er Amtshauptmann in Cottbus. Um 1609 erwarb er dort das Gut Tranitz mit Grötsch von Siegmund von Zabeltitz; er verkaufte es nur 10 Jahre später 1619 an Hieronymus von Köckritz. Von 1614 bis 1620 hatte er das Amt Dissen als Pfandbesitz. Wichmann von Winterfeld starb wohl 1631.

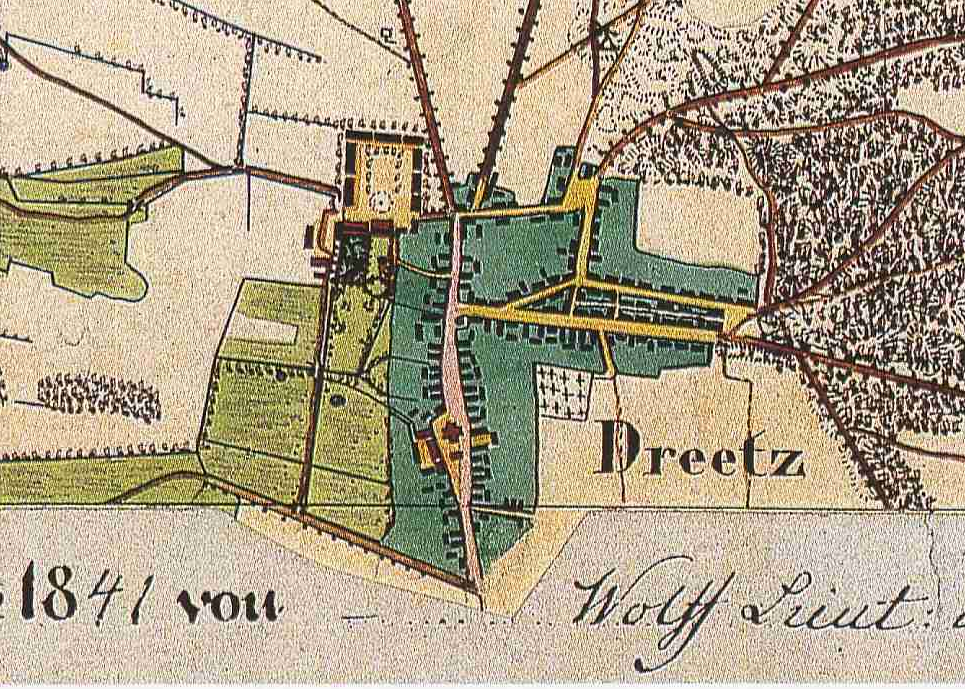
Dreetz auf dem Urmesstischblatt 3140 Neustadt (Dosse)

Die Herrschaft Neustadt kam wohl an den jüngsten Sohn des Reimar, Christoph Ludwig, denn dieser ist 1624 auf Neustadt belegt, als Otto von Schütte auf Bückwitz Hebungen in Bückwitz für 200 Taler verkaufte. Christoph Ludwig von Winterfeld wurde Domherr in Brandenburg. Er war 1642 bei der Wahl des Maximilian von Schlieben zum Dechanten des Domstifts Brandenburg anwesend. Er ließ die Herrschaft von dem Amtmann Zacharias Schulze verwalten. Zacharias Schulze schilderte in einem Brief die Zerstörungen, die die kaiserliche Armee unter General Gallas im Land Ruppin 1638 anrichtete. Bei seinem Rückzug ließ er dies meisten Dörfer in Brand stecken. Nach dem Bericht des Zacharias Schulze war auf dem Land kein Mensch mehr anzutreffen, nur die Städte waren noch bewohnt. 1643 verkaufte Christoph Ludwig von Winterfeld die Herrschaft Neustadt an Christoph von Leist, den Schwiegervater des in schwedischen Diensten gestandenen Generalfeldmarschall Johann Christoph von Königsmark; er erwarb die Herrschaft Neustadt für dessen Söhne Hans Friedrich, Cuno Christian und Otto Wilhelm Grafen von Königsmark. Ob dieser Verkauf auf politischen Druck geschah, oder aus wirtschaftlichen Erwägungen, das Land Ruppin war im Dreißigjährigen Krieg schwer zerstört worden, ist nicht bekannt. Die kurfürstliche Bestätigung des Verkaufs erfolgte erst am 25. September 1644. 1653 ließ er am neuen Chor der Peterskirche auf der Dominsel sein Wappen aufhängen. Anscheinend war er auch Domherr in Havelberg. Christoph Ludwig von Winterfeld starb unverheiratet am 31. Dezember 1658.
1662 verkauften die von Königsmark die Herrschaft Neustadt an Friedrich Landgraf von Hessen-Homburg. 1694 erhielt der brandenburgische Kurfürst (und spätere König in Preußen) Friedrich III. die Herrschaft zurück im Tausch gegen das Amt Oebisfelde im Herzogtum Magdeburg. Von dieser Zeit an blieb das Amt Neustadt im Besitz des Landesherrn. 1774 wurde der Amtssitz von Neustadt (Dosse) in das Dorf Dreetz verlegt. 1872/4 wurde das Amt Neustadt an der Dosse aufgelöst.

## Zugehörige Orte
Das Amt Neustadt an der Dosse bestand aus zwei Besitzkomplexen, den Dörfern, die mit der Herrschaft Neustadt an das Amt kamen und den neuen Kolonien, die nach der Kultivierung des Rhinluch und der Dosseniederung neu auf Amtsgebiet angelegt wurden. Die folgende Zusammenstellung basiert im Wesentlichen auf Bratring (1799), dem Ortschaftsverzeichnis von 1817, der Topographischen Übersicht von 1841 mit Ergänzungen aus dem Historischen Ortslexikon.
- Altgarz (Alt Gaartz, Kolonie) (Ortsteil der Gemeinde Großderschau). 1749 wurden an der Stelle eines Amtsvorwerkes 20 Pfälzer Kolonisten angesetzt.
- Bartschendorf (Kolonie). Der Ort wurde 1774/5 auf der Feldmark von Dreetz angelegt. Der ursprüngliche Name war Tribow, nach der Flur Tribo(w) Luch, in der die Kolonie angelegt wurde.
- Blumenaue (Erbzinsgut). Blumenaue wurde 1775/6 auf der Feldmark von Dreetz angelegt. Im Schmettauschen Kartenwerk von 1767/87 heißt der Ort noch Kriegesheim.
- Brenkenhof (Kolonie). 1774 wurden acht Familien „als Holländer“ auf der Gulitz-Horst in der Dosseniederung auf der Feldmark Sieversdorf angesetzt.
- Bückwitz. In Bückwitz gehörte 1524 ¾ des Straßengerichts und ¾ des Patronats zum Amt Neustadt. Um 1700 erwarb das Amt einige adlige Anteile, sodass das Dorf mit Ausnahme des Rittergutes im Besitz des Amtes Neustadt war.
- Dreetz (Dorf und Amtssitzvorwerk). Der Ort war vollständig in Adelsbesitz. Erst 1680 konnte hier das Amt Neustadt ein Viertel und ein Sechzehntel im Dorf erwerben. 1705 kam ein weiteres Viertel und ein Sechzehntel hinzu. Bis 1774 konnte das Amt auch die restlichen Anteile erwerben, sodass das Dorf schließlich im Vollbesitz des Amtes war.
- Fischershof (Erbzinsgut) (Wohnplatz der Gemeinde Dreetz). 1775/76 wurde auf dem Gebiet des Amtes ein Erbzinsgut angelegt.
- Friedrichsbruch (Kolonie) (Wohnplatz der Gemeinde Großderschau). 1774 wurde hier 14 Familien als Holländer angesetzt.
- Friedrichsdorf (Kolonie) (Wohnplatz von Großderschau). 1774 wurden hier 12 Hopfengärtner angesetzt.
- Gadenshof (Vorwerk). Existiert nicht mehr (Lage: ). 1794 wurde hier ein Erbzinsgut angelegt. Wahrscheinlich gab es hier schon vorher ein Vorwerk des Amtes. Um 1900 wurde anstatt des Vorwerkes eine Försterei eingerichtet.
- Giesenhorst (Kolonie) (Gemeindeteil der Gemeinde Dreetz). 1774 wurde hier 16 Holländer mit je 50 Morgen Land, 14 Hopfengärtner mit je 14 Morgen Land, ein Schulmeister, ein Grabenmeister und ein Schmied angesiedelt.
- Goldbeck (Gemeindeteile der Gemeinde Zernitz-Lohm). 1774 wurden 10 Familien als Holländer angesetzt., Kolonie, 38 Einw.
- Großderschau (Groß Derschau, Kolonie). 1774 wurden auf der zum Amt Neustadt gehörenden Feldmark von Sieversdorf 24 Familien als Holländer angesetzt.
- Jülitz (Wohnplatz der Gemeinde Großderschau). Das mittelalterliche Dorf war bis 1525 wüst gefallen. Die Feldmark wurde von Groß und Klein Sieversdorf genutzt. 1775 siedelte sich auf der Feldmark der Lehnschulte Ramin an, dessen Hof als Raminsgut bezeichnet wurde. Außerdem wurden 16 Büdner angesiedelt.
- Hirzelslust. Existiert nicht mehr. (Lage: )
- Hohengarz (in Altgarz, Gemeinde Großderschau aufgegangen). 1722 wurde hier eine Ziegelscheune angesiedelt, später wurde eine Meierei etabliert. 1749 wurden an dieser Stelle Pfälzer Kolonisten angesetzt.
- Kampehl (Campehl, Dorf und Gut). Ortsteil der Stadt Neustadt (Dosse). In diesem Dorf gehörten vier Bauernhöfe zum Amt Neustadt, die anderen Höfe waren in Adelsbesitz bzw. zuletzt auch in bürgerlichem Besitz. Besitzer: 1. Amt Neustadt zu Dreetz, 2. Stallmeister Krell
- Klausiushof (Clausiushof, Erbzinsgut) (Wohnplatz in der Gemeinde Großderschau). 1774 legte hier der Amtsrat Clausius ein Gut und zwei Büdnerhäuser an.
- Kleinderschau (Klein Derschau, Kolonie). (Wohnplatz der Gemeinde Großderschau). 1774 wurden auf der zum Amt Neustadt gehörenden Feldmark von Sieversdorf 20 Familien als Hopfengärtner angesetzt.
- Kleine Meierei (Erbpachtvorwerk), heute im Stadtgebiet von Neustadt (Dosse) (Lage: Havelberger Straße 31) aufgegangen. 1789 wurde die sogenannte Kälbermäsche in Erbpacht gegeben. 1803 wurde sie als Kleine Meierei bezeichnet.
- Köritz (Dorf, Erbpachtsvorwerk und Försterei) (Wohnplatz der Stadt Neustadt (Dosse)). Schon vor 1491 gehörte der größere Teil des Ortes zur Herrschaft Neustadt. Bis 1699 konnte das Amt Neustadt auch die übrigen Anteile erwerben.
- Koppenbrück (Gemeindeteil der Gemeinde Zernitz-Lohm). 1708 standen nahe der Nordgrenze zur Gemarkung Zernitz fünf Rohte Katen. Wenig später entstand die Amtsmeierei, die 1749 aufgehoben wurde. Dafür wurden nun acht Kolonisten angesiedelt, darunter fünf Pfälter Familien.
- Leegengarz (in Altgarz, Gemeinde Großderschau aufgegangen). 1712 entstand hier die Meierei Mesopotamien mit Wohnhaus, Scheunen, Ställen und drei Tagelöhnerhäusern. 1749 wurde die Meierei aufgelöst und Pfälzer Kolonisten angesetzt.
- Lüttgendreetz (Vorwerk). Der heutige Wohnplatz war im Mittelalter ein Dorf. Es fiel bis spätestens im 16. Jahrhundert wüst. Bis 1660 entstand wieder eine Schäferei, um 1800 ein Vorwerk und Etablissement. Der Ort gehörte zu Dreetz und wurde bis 1774 vom Amt erworben.
- Mittelgarz (in Altgarz, Gemeinde Großderschau aufgegangen). Die Häusergruppe entstand 1749 durch die Ansiedlung von Pfälzer Kolonisten.
- Neugarz (Kolonie) (Wohnplatz der Gemeinde Großderschau). 1775 wurde zehn Familien als Hopfengärtner angesiedelt.
- Neukoppenbrück (Kolonie). Wohnplatz in der Gemeinde Zernitz-Lohm. 1775 wurden hier acht Hopfengärtner und ein Büdner angesiedelt.
- Michaelisbruch (Kolonie)(Gemeindeteil der Gemeinde Dreetz). 1775 wurden zehn Holländer und vier Büdner auf der Flur Kählung der Feldmark Dreetz angesetzt.
- Mühlenland (existiert nicht mehr, früher Wohnplatz der Gemeinde Dreetz). 1737 war auf Dreetzer Feldmark südlich des Dreetzer Sees und östlich der Dreetzer Mühle ein Gut entstanden. Unklar ist, wann die Gebäude abgerissen wurden.
- Neustadt (Dosse). Amtssitz bis 1774.
- Petershagen (Holländerei) (lag direkt westlich neben dem Gut Wilhelminenaue, heute mit diesem zum Wohnplatz Wilhelminenaue der Gemeinde Großderschau zusammengefasst). 1775 wurde das Gut angelegt. 1800 war es Erbzinsgut.
- Raminshof (Wohnplatz in der Gemeinde Großderschau). 1775 siedelte der Lehnschulze Ramin nach der Separation der Dorfflur aus dem Ortskern aus und baute ein neues Gut auf.
- Rübehorst (Kolonie) (Ortsteil der Gemeinde Großderschau). 1695 stand hier eine Glashütte, die vom damaligen Besitzer der Herrschaft Neustadt dem Landgrafen Friedrich von Hessen-Homburg angelegt worden war. Die Glashütte ging jedoch nur kurze später ein. 1715 wurde das Areal von der Gemeinde Sieversdorf gepachtet und als Meierei genutzt. 1749 wurde das Vorwerk aufgelöst und die Vorwerksländereien an 13 pfälzische und fünf inländische Familien aufgeteilz. 1776 wurden weitere 18 Büdner angesetzt.
- Schäferberg (Vorwerk und Schäferei) (Wohnplatz der Gemeinde Dreetz). 1775 entstand auf Amtsgebiet eine Schäferei. Bis 1800 stand hier auch eine Windmühle, die aber nur wenige Jahrzehnte später eingegangen war (nicht mehr verzeichnet auf dem Urmesstischblatt 3140 von 1841). Um 1820 wurde hier eine Unterförsterei angesetzt.
- Schönfeld (Kolonie) (Wohnplatz der Stadt Neustadt (Dosse)). 1774 wurde eine Kolonie von zehn Holländern auf der Flur Kavelstücke der Feldmark Köritz angesetzt.
- Schwarzwasser (Kolonie) (Wohnplatz von Neustadt (Dosse)).
- ?Segeletz. Nach Beck et al. (1964) soll Segeletz 1821 vom Domamt Havelberg an das Amt Neustadt gekommen sein. Nach dem Historischen Ortslexikon wurde der Anteil des Domamtes Havelberg dagegen 1831 an einen Thym verkauft.[9]
- Siegrothsbruch (Kolonie) (Gemeindeteile von Dreetz). 1775 wurden in der Flur Gierschlag der Feldmark Dreetz 16 Holländer und 16 Hopfengärtner angesetzt. Die Holländer erhielten je 50 Morgen, die Hopfengärtner je 14 Morgen Land.
- Sieversdorf (Dorf) (Ortsteil der Gemeinde Sieversdorf-Hohenofen). Das Dorf entstand aus zwei nahe beieinander liegenden Sackgassendörfern (Klein- und Großsieversdorf). Die beiden Dörfer gehörten schon 1491 zur Herrschaft Neustadt.
- Spiegelberg (Ortsteil von Neustadt (Dosse)). Der Ort gehörte bis 1694 zur Herrschaft Neustadt und war danach bis 1721 im direkten Besitz des brandenburgischen Kurfürsten bzw. König in Preußen. Er kam danach in den Besitz bürgerlicher Familien.
- Strubbergshof (Wohnplatz in Neustadt (Dosse)). 1822 wurde ein neues Etablissement beim Friedrich Wilhelmsgestüt Strubbergshof genannt.[10] Es scheint vorher Parisiushof genannt worden zu sein.
- Taterhorst, Unterförsterei. 1816 existierte in der Flur Taterhorst, nördlich der Kolonie Schwarzwasser bereits eine Unterförsterei. Sie wurde nach 1835 und vor 1841 aufgegeben, da sie nicht mehr im Urmesstischblatt 3240 verzeichnet ist.
- Untermühle (heute Untermühle 1, Stadt Rheinsberg). Die 1785 angelegte Wassermühle am Rhin gehörte bis 1844 zum Prinzlichen Amt Rheinsberg, danach wurde sie der Stadt Rheinsberg überlassen.
- Wilhelminenaue (Erbzinsgut) (Wohnplatz der Gemeinde Großderschau). Das Erbzinsgut des Amtes Neustadt wurde 1775 angelegt, wurde zunächst Hirzelsluch genannt, 1799 ist dann Wilhelminenaue belegt.
- Wolfsgarten (Etablissement) (existiert nicht mehr). 1761 wird das Gut erstmals genannt (Lage: )
- Zietensaue (Kolonie) (Wohnplatz in der Gemeinde Dreetz). 1775 wurde hier eine Kolonie für acht Familien etabliert.

Das Amt Neustadt an der Dosse wurde 1872/74 aufgelöst.

## Amtleute und Pächter
- 1773, 1775, 1779 Peter Christian Gottlieb Clausius, Amtsrat[11][12]
- 1798–1804 Krause, Oberamtmann[13][14]
- 1806 Cochius[15]
- bis † 8. Juni 1840 Amtsrat Cochius[16]
- 20. Juni bis † April 1847 Oberamtmann Ernst Friedrich Wilhelm Cochius, der Sohn des Amtsrats Cochius[17]
- ab April 1847 Friedrich Cochius, der Sohn des obigen Oberamtmannes[17]

## Belege